# Dick Sprang
Richard William Sprang, alias Dick Sprang (né le 28 juillet 1915 à Fremont, décédé le 10 mai 2000 à Prescott), était un artiste américain spécialisé dans les comics, principalement connu pour son travail sur Batman lors de l'âge d'or des comics.

## Biographie
Sprang a commencé très jeune sa carrière d'illustrateur, réalisant des affiches et des publicités pour des annonceurs locaux. À sa sortie de l'école, il rejoint l'équipe du Toledo News. Puis il déménage à New York où il travaille comme illustrateur indépendant de pulps
En 1941, lorsque les pulps connaissent une crise, Sprang décide de se diriger vers
l'illustration des comic-books. Il envoie ses dessins à Whitney Ellsworth, le responsable de DC Comics. Ellsworth, impressionné par le talent de Sprang, l'engage pour dessiner Batman. Sprang commence à dessiner Batman à partir du numéro 17, et restera un des principaux dessinateurs de la série pendant 20 ans. En 1955, Sprang commença à illustrer Superman, puis travailla sur World's Finest jusqu'à sa retraite.
Le nom de Sprang n'est jamais apparu sur son travail. Ceci était dû à des clauses mises en place par Bob Kane sur son contrat avec DC, dans lequel il était précisé que seul Kane devait être reconnu comme créateur de Batman, peu importe l'équipe créatrice. Cette restriction resta en place jusqu'au milieu des années 1960.
Sprang est à l'origine de la création du Sphinx et du nouveau design de la Batmobile en 1948. Le Batman de Sprang est reconnaissable car il le dessinait avec un menton carré et un visage très expressif.
En 1946 Sprang s'installe à Sedona, puis dans un ranch dans le comté de Wayne en 1956 où il élève des taureaux.
Il met un terme à sa carrière d'illustrateur en 1963.
Bien que pratiquement inconnu durant son travail chez DC, la notoriété de Sprang se fit ressentir dans les années 1970 grâce aux fans. Il fit le tour des conventions de comics, et ses couvertures réalisées pendant l'âge furent parmi les plus recherchées. Dans les années 1990, il réalisa des lithographies limitées de la Batcave et des personnages de Batman.

## Prix et récompenses
- 1992 : Prix Inkpot
- 1999 : Temple de la renommée Will Eisner